# Cristian Castells Ortega
Cristian Castells Ortega (nascut el 19 d'octubre de 1984) és un futbolista valencià ja retirat que jugava com a defensa central.

## Carrera de club
Castells va néixer a Sueca. Format a les categories inferiors del València CF, va passar la major part de la seva carrera a Segona Divisió B, també va tenir períodes de Segona Divisió amb el Polideportivo Ejido i l'Alacant CF, ambdós van acabar en descens.
A mitjan temporada 2012-13, amb ja 28 anys, Castells va tenir la seva primera experiència de màxima categoria, quan va fitxar per l'AO Platanias FC a la Super League de Grècia. El gener del 2014, però, després de només sis partits competitius, va tornar al seu país i a la seva regió natal, incorporant-se al CF Cullera amateur.
Castells va jugar escadusserament els anys següents, representant clubs amateurs espanyols i equips professionals a Romania (Lliga II) i Irlanda del Nord. A principis de la campanya 2018-19, va exercir com entrenador del CF Torre Levante a Tercera Divisió.

## Vida personal
El germà petit de Castells, Marc, també era futbolista. Migcampista, també va representar el Poli Ejido, però va passar la gran majoria de la seva carrera a les lligues inferiors.